# Bouguenais

Localització de Bouguenais

Bouguenais (en gal·ló Bógonaè) és un municipi francès, situat a la regió de país del Loira, al departament de Loira Atlàntic, que històricament ha format part de la Bretanya. L'any 2006 tenia 16.503 habitants. Limita amb els municipis de Nantes, Rezé, Loira Atlàntic, Saint-Aignan-Grandlieu, Bouaye, Brains, La Montagne i Indre.

## Demografia
| Evolució de la població |       |       |       |       |      |       |       |       |
| 1793                    | 1800  | 1806  | 1821  | 1831  | 1836 | 1841  | 1846  | 1851  |
| 2 790                   | 2 376 | 2 710 | 3 165 | 3 287 | -    | 3 281 | 3 260 | 3 413 |

| 1856  | 1861 | 1866  | 1872  | 1876  | 1881  | 1886  | 1891  | 1896  |
| ----- | ---- | ----- | ----- | ----- | ----- | ----- | ----- | ----- |
| 3 637 | 3877 | 3 729 | 3 709 | 3 642 | 3 599 | 3 768 | 3 897 | 3 761 |

| 1901  | 1906  | 1911  | 1921  | 1926  | 1931  | 1936  | 1946  | 1954  |
| ----- | ----- | ----- | ----- | ----- | ----- | ----- | ----- | ----- |
| 3 865 | 3 826 | 3 796 | 3 897 | 3 784 | 4 158 | 4 162 | 4 810 | 6 523 |

| 1962  | 1968   | 1975   | 1982   | 1990   | 1999   | 2006 | 2011 | 2016 |
| ----- | ------ | ------ | ------ | ------ | ------ | ---- | ---- | ---- |
| 8 777 | 10 047 | 11 684 | 14 043 | 15 099 | 15 627 | -    | -    | -    |

| 2019 | - | - | - | - | - | - | - | - |
| ---- | - | - | - | - | - | - | - | - |
| -    | - | - | - | - | - | - | - | - |

## Administració
| Període   | Identitat          | Partit        |
| --------- | ------------------ | ------------- |
| 1947-1971 | Henri Robichon     |               |
| 1971-1993 | François Autain    | Divers gauche |
| 1993-2007 | Françoise Verchère | Divers gauche |
| 2007-     | Michèle Gressus    | PS            |

## Personatges il·lustres
- Cyrille Guimard, ciclista